# Le Périer
Le Périer ist eine Ortschaft und eine Commune déléguée in der französischen Gemeinde Chantepérier mit 143 Einwohnern (Stand: 1. Januar 2022) im Département Isère in der Region Auvergne-Rhône-Alpes (vor 2016 Rhône-Alpes).
Die Gemeinde Le Périer wurde am 1. Januar 2019 mit Chantelouve zur Commune nouvelle Chantepérier zusammengeschlossen. Die Gemeinde gehörte zum Arrondissement Grenoble und zum Kanton Matheysine-Trièves. 

## Geographie
Der Ort Le Périer liegt etwa 38 Kilometer südsüdöstlich von Grenoble. Umgeben wurde die ehemalige Gemeinde Le Périer von den Nachbargemeinden Chantelouve im Norden, Le Bourg-d’Oisans im Nordosten und NOsten, Valjouffrey im Osten und Südosten, Entraigues im Süden, Valbonnais im Südwesten, Oris-en-Rattier im Westen sowie Lavaldens im Westen und Nordwesten.

## Bevölkerungsentwicklung
| Jahr                       | 1962 | 1968 | 1975 | 1982 | 1990 | 1999 | 2006 | 2016 |
| -------------------------- | ---- | ---- | ---- | ---- | ---- | ---- | ---- | ---- |
| Einwohner                  | 183  | 198  | 156  | 143  | 133  | 126  | 137  | 130  |
| Quellen: Cassini und INSEE |      |      |      |      |      |      |      |      |

## Sehenswürdigkeiten
- Kirche Saint-Vincent aus dem Jahr 1875
- Kapelle Sainte-Anne im Ortsteil Les Daurens
- Kapelle Saint-Antoine im Ortsteil Dessous la Roche
- Reste der Burg von Le Périer aus dem 13. Jahrhundert